# Парушка
Парушка (пол. Paruszka, нім. Treuenheide; before 1926: Paruschke) — село в Польщі, у гміні Краєнка Злотовського повіту Великопольського воєводства.
Населення — 419 осіб (2011).
У 1975-1998 роках село належало до Пільського воєводства.

## Демографія
Демографічна структура станом на 31 березня 2011 року:
|          | Загалом | Допрацездатний вік | Працездатний вік | Постпрацездатний вік |
| -------- | ------- | ------------------ | ---------------- | -------------------- |
| Чоловіки | 212     | 58                 | 138              | 16                   |
| Жінки    | 207     | 48                 | 126              | 33                   |
| Разом    | 419     | 106                | 264              | 49                   |